# Фридрих IV (Пфалц)
Вижте пояснителната страница за други личности с името Фридрих IV.
Фридрих IV фон Пфалц (на немски: Friedrich IV von der Pfalz; * 5 март 1574, Амберг; † 19 септември 1610, Хайделберг) е пфалцграф и курфюрст на Пфалц през 1583 – 1610 г.

## Живот
Син е на курфюрст Лудвиг VI фон Пфалц (1539 – 1582) от династията Вителсбахи и Елизабет фон Хесен (1539 – 1582), дъщеря на ландграф Филип I от Хесен.
Фридрих IV се възкачва на трона на баща си през 1583 г., когато е едва на девет години. Затова неговият чичо пфалцграф Йохан Казимир от Пфалц-Зимерн поема регентството до 1592 г.
Курфюрст Фридрих IV се жени на 23 юни 1593 в Диленбург за принцеса Луиза Юлиана фон Орания-Насау (1576 – 1644), дъщеря на принц Вилхелм I от Орания-Насау и третата му съпруга, Шарлота дьо Бурбон-Монпенсие. Двамата имат осем деца:
Фридрих разширява дворец Хайделберг. Той умира от болест през 1610 г. в Хайделберг, където е погребан в църквата „Свети Дух“.
- Луиза Юлиана от Орания-Насау
- Монета с изображението на Фридрих IV от 1601 г.

## Деца
Фридрих IV и Луиза Юлиана имат осем деца:
- Луиза Юлиана (1594 – 1640); ∞ 1612 пфалцграф Йохан II от Цвайбрюкен (1584 – 1635)
- Катарина София (1595 – 1626)
- Фридрих V (1596 – 1632), курфюрст на Пфалц, крал на Бохемия; ∞ 1613 принцеса Елизабет Стюарт (1596 – 1662), дъщеря на Джеймс I, кралят на Шотландия (по-късно и на Англия).
- Елизабет Шарлота от Пфалц (1597 – 1660); ∞ 1616 курфюрст Георг Вилхелм фон Бранденбург (1595 – 1640)
- Анна Елеонора (1599 – 1600)
- Лудвиг Вилхелм (*/† 1600)
- Мориц Християн (1601 – 1605)
- Лудвиг Филип (1602 – 1655), палцраф на Зимерн-Кайзерслаутерн; ∞ 1631 принцеса Мария Елеонора фон Бранденбург (1607 – 1675)